# Die zweite Heimat – Chronik einer Jugend
Die Zweite Heimat – Chronik einer Jugend von 1992 ist der zweite Teil der Heimat-Trilogie des Regisseurs Edgar Reitz. Der Film besteht aus 13 Teilen, deren Länge zwischen 108 und 133 Minuten beträgt.

## Handlung
Der Film begleitet Hermann Simon, Maria Simons Sohn, der bereits in Heimat – Eine deutsche Chronik eine wichtige Rolle spielt, vom Abitur 1960 über das Musikstudium in München bis zu seiner Rückkehr nach Schabbach 1970.

## Hintergrund
Die Zweite Heimat unterscheidet sich deutlich von Heimat. Anstelle des dörflichen Rahmens aus Heimat entwickeln sich die Geschichten hier im Milieu der künstlerischen Avantgarde innerhalb der Münchener Studentenszene der 1960er Jahre. Auch hier jedoch findet, wie in Heimat, die Verknüpfung von privater und zeitgeschichtlicher Perspektive statt. Jede Folge hat neben Hermann eine weitere Hauptfigur, deren Geschichte hauptsächlich erzählt wird. Sie wird jeweils im Vorspann neben dem Titel und den Jahreszahlen genannt.

### Teile der Fernsehfassung
- Die Zeit der ersten Lieder (Hermann 1960)[1]

Hermann verlässt sein Heimatdorf Schabbach und geht, immer noch über die Geschichte mit Klärchen hadernd, nach München, um Musik zu studieren. Er macht nun in Kürze eine Reihe von Zufalls- und Schicksalsbekanntschaften, die ihn bei seinem neuen Lebensbeginn in München weiterbringen werden. Schon vor der Aufnahmeprüfung hat er den Chilenen Juan kennen gelernt. Im Konservatorium sieht er erstmals, noch aus der Ferne und mit staunenden Augen, eine schöne Cello-Studentin - Clarissa. Er verliebt sich in Clarissa, kämpft aber zunächst gegen diese Liebe an. Irgendwann erfährt er, dass ein fremdes Mädchen in seiner bunkerähnlichen Wohnung nach ihm gesucht hat. Schließlich stellt sich heraus, dass dies Klärchen gewesen ist.
- Zwei fremde Augen (Juan 1960–1961)[2]

Hermann freundet sich mit Juan an, doch auch Juan verliebt sich in Clarissa. Enttäuscht von der Liebe und dem Studentenleben wird er schwer krank. Schließlich bahnt sich in den Wintertagen von 1961/62 eine merkwürdige, eigentlich unmögliche Freundschaft an, die Hermann kuriert. Sowohl Juan als auch Hermann kommen Clarissa ganz nahe. Aber als Clarissa, Juan und Hermann sich vor einem Kino treffen, beschließen die drei, dass sie Freunde sein wollen.
- Eifersucht und Stolz (Evelyne 1961)[3]

Während Clarissa, Juan und Hermann aus Eifersucht versuchen, sich gegenseitig zu kränken, verliert Evelyne aus Neuburg an der Donau ihren Vater und bricht nach München auf, ihre verschollene Mutter zu finden. Stattdessen findet sie Ansgar, in den sie sich auf einer Filmpremierenfeier verliebt. Es ist ein großes Fest mit Versöhnungen und Feindschaften. Evelyne kann eine verschollene Tante ausfindig machen, die ihr dann die Geschichte ihrer sehnsüchtig gesuchten Mutter erzählt. Auch Hermann und Clarissa versuchen, ins Reine zu kommen. Beide verfassen Liebesschwüre für den anderen, die aber nie ankommen. Bei einem zufälligen Treffen kommen sie sich körperlich immer näher – und besinnen sich überstürzt doch wieder ihrer Musik. Nach einem langen Spaziergang gehen sie wieder unter vielen weiteren Missverständnissen auseinander.
- Ansgars Tod (Ansgar 1961–1962)[4]

Als Clarissa mit Hermanns Stück einen Cello-Wettbewerb in Neuburg an der Donau gewinnt, fühlt sich Hermann in den Schatten gestellt. Ihm bleibt nichts anderes übrig, als ohne Clarissa seine eigene Karriere vorzubereiten und auch auf diese Weise Trost zu finden. Sie sehen sich noch ein letztes Mal, um dann jeder seinen eigenen Weg zu gehen. Dagegen sind Ansgar und Evelyne unzertrennlich, bis etwas Schreckliches passiert: Ansgar wird vor den Augen Evelynes von einer Straßenbahn mitgeschleift und findet dabei den Tod.
- Das Spiel mit der Freiheit (Helga 1962)[5]

Hermann verdient sich als Musiklehrer sein Studium. Bei den Schwabinger Krawallen wird Hermann von einem Polizisten verprügelt und flieht aus München. Er folgt einer Einladung der Familie seines Musikschülers nach Sylt. Auf dem Weg dorthin macht er einen Zwischenhalt in Helgas Heimatstadt Dülmen, um sie zu besuchen, und sorgt mit seiner freizügigen Art unbeabsichtigt für Aufsehen in der nach außen hin so sorgsam abgeschirmten Spießbürgeridylle. Hermann fährt weiter nach Sylt. Nachdem sich die Wogen in München wieder geglättet haben, kehrt Hermann zurück.
- Kennedys Kinder (Alex 1963)[6]

Clarissa ist schwanger. Sie weigert sich jedoch, das Kind zu bekommen, weil es zwei mögliche Väter gibt – Volker und Jean-Marie –, und deshalb entscheidet sie sich für eine Abtreibung in Rosenheim. Hermann steckt in den Vorbereitungen für ein Konzert der Gruppe „Spuren“ und verweigert ihr deshalb seine Hilfe. Er trifft Waltraut Schneider, genannt Schnüsschen aus seinem Dorf Schabbach wieder, die Heimatgefühle in ihm weckt. Gemeinsam mit Juan besuchen sie eine Kinovorstellung. Diese wird unterbrochen, und das Publikum erfährt, dass John F. Kennedy ermordet wurde. Unterdessen hat Helga wegen Hermanns verschmähter Liebe versucht, sich mit Tabletten das Leben zu nehmen und wird gerade noch von Alex und Stefan gerettet. In der Fassungslosigkeit über die Ermordung Kennedys finden alle Freunde nach fast einem Jahr wieder im „Fuchsbau“ zusammen.
- Weihnachtswölfe (Clarissa 1963)[7]

Hermann gibt sein „Spuren“-Konzert, das ein großer Erfolg wird. Obwohl alle Freunde bis auf Clarissa dem Konzert beiwohnen, nimmt später niemand an der Feier im „Fuchsbau“ mit Hermann und Schnüsschen teil. In dieser Nacht macht Hermann Schnüsschen einen Heiratsantrag. Clarissa leidet physisch und psychisch schwer an den Folgen der Abtreibung. Volker kann sie im letzten Moment eines Kreislaufkollapses retten und bringt sie ins Krankenhaus. Sie überlebt, aber Ärzte, Schwestern und Clarissas Mutter werfen ihr vor, mit der Abtreibung eine Straftat begangen zu haben. Die Situation eskaliert, als über die Weihnachtsfeiertage eine Wöchnerin in Clarissas Zimmer verlegt wird. Völlig überfordert mit der Situation und am Boden zerstört flieht Clarissa aus dem Krankenhaus. Unterdessen verbringt Volker, den Clarissa aufsuchen möchte, die Weihnachtszeit mit Jean-Marie bei dessen Eltern im Elsass. Stefan ist mit Helga in die Berge auf eine Berghütte gefahren. Helga ist nach der verschmähten Liebe durch Hermann und ihrem Selbstmordversuch verbittert. Sie lehnt alle gesellschaftlichen Konventionen ab und verletzt Stefan, der sich um sie bemüht, ständig mit Worten und abweisendem Verhalten. Als es am Weihnachtsabend zunächst doch zu einer intimen Situation zu kommen scheint, weist Helga Stefan mit ihrem Zynismus brüsk zurück, bis dieser über sie herfällt. Clarissa findet sich schließlich am Weihnachtstag bei Hermann ein, der allein im „Fuchsbau“ ist. Nachdem Hermann sich beim Holzsammeln an der Hand verletzt hat, gestehen sich beide ihre tiefe Zuneigung zueinander ein. Sie schwören sich, für den anderen wie Bruder und Schwester und wie Wölfe zu sein. Auf Hermanns Frage, ob Clarissa ihn heiraten würde, antwortet sie: „Niemals“.
- Die Hochzeit (Schnüsschen 1964)[8]
- Die ewige Tochter (Fräulein Cerphal 1965)[9]
- Das Ende der Zukunft (Reinhard 1966)[10]
- Zeit des Schweigens (Rob 1967–1968)[11]
- Die Zeit der vielen Worte (Stefan 1968–1969)[12]
- Kunst oder Leben (1970)[13]

### Entstehung
Die Arbeiten am Drehbuch verteilten sich über sechs Jahre, die Produktionsvorbereitung dauerte von Herbst 1985 bis Herbst 1987. Das Drehbuch umfasste 2143 Seiten und enthielt 71 Sprechrollen sowie 310 Nebenrollen. 2300 Komparsen kamen an den 557 Drehtagen zwischen Januar 1988 und November 1991 zum Einsatz. Insgesamt wurden 372046 Meter 35-mm-Negativ-Material belichtet, woraus sich eine Endlänge von 48000 Metern mit 8539 Bildschnitten ergab.

## Auszeichnungen
- Venedig Spezialpreis 1992
- Adolf-Grimme-Preis (Marl) 1994 für Edgar Reitz
- Premio 'David Luchino Visconti', Rom 1994
- Telestar, Köln 1993
- Besondere Würdigung beim Fernsehfilmpreis der Deutschen Akademie der Darstellenden Künste 1993
- Premio Europa TV, San Marino 1994
- Golden Gate Award, San Francisco 1994
- Premio Europa Cinema, Cannes 1996